# أولاد امحمد (مشرع بن عبو)
أولاد امحمد هي إحدى مشيخات المملكة المغربية، تتبع جغرافيا لإقليم سطات وإداريًا لمشرع بن عبو. يقدر عدد سكانها بـ 8009 نسمة حسب الإحصاء الرسمي للسكان والسكنى لسنة 2004.